# Тропический год
Тропи́ческий год (также известный как со́лнечный год) в общем смысле — это отрезок времени, за который Солнце завершает один цикл смены времён года, как это видно с Земли, например, время от одного весеннего равноденствия до следующего, или от одного дня летнего солнцестояния до другого. Со времён античности астрономы постепенно совершенствовали определение тропического года и в настоящее время определяют его как время, необходимое для того, чтобы средняя тропическая долгота Солнца (угловая координата вдоль эклиптики относительно положения на момент весеннего равноденствия) увеличилась на 360 градусов (то есть чтобы завершился один полный сезонный цикл).

## Продолжительность тропического года
По определению, тропический год — это время, необходимое для того, чтобы Солнце, начав своё движение от выбранной эклиптической долготы, завершило один полный цикл времён года и возвратилось к той же самой эклиптической долготе. Прежде чем рассматривать пример, следует уточнить понятие равноденствия. При выполнении расчётов в солнечной системе используются две важные плоскости: плоскость эклиптики (орбиты Земли вокруг Солнца), и плоскость небесного экватора (проекции экватора Земли в пространстве). Эти плоскости имеют линию пересечения. Направление вдоль этой линии пересечения от Земли в сторону созвездия Рыб — это мартовское равноденствие, которое обозначается символом ♈︎ (символ похож на бараньи рога и является символом созвездия Овна, где находилась точка равноденствия в далёком прошлом). Противоположное направление вдоль линии в сторону созвездия Девы является сентябрьским равноденствием и обозначается символом ♎︎ (опять же, символ относится к созвездию Весы, в котором точка равноденствия была в древности). Из-за прецессии и нутации земной оси эти направления изменяются по сравнению с направлением на далёкие звёзды и галактики, направления на которые не имеют заметного сдвига из-за большого расстояния до этих объектов (см. Международная небесная система координат).
Эклиптическая долгота Солнца — это угол между ♈︎ и ☉, измеренный в восточном направлении вдоль эклиптики. Его измерение сопряжено с определёнными трудностями, поскольку Солнце движется, и направление, относительно которого измеряется угол, тоже движется. Для такого измерения удобно иметь фиксированное (по отношению к далёким звёздам) направление. В качестве такого направления выбрано направление ♈︎ в полдень 1 января 2000, оно обозначается символом ♈︎₀.
С использованием такого определения, было зафиксировано весеннее равноденствие 20 марта 2009 года в 11:44:43,6. Следующее равноденствие было 20 марта 2010 года в 17:33:18,1, что даёт продолжительность тропического года в 365 дней 5 часов 48 минут 34,5 секунд. Солнце и ♈︎ движутся в противоположных направлениях. Когда Солнце и ♈︎ встретились в марте 2010 в точке равноденствия, Солнце прошло в восточном направлении угол 359°59′09″, а ♈︎ сдвинулось в западном направлении на 51″, что в сумме составляет 360° (всё по отношению к ♈︎₀).
Если в качестве точки отсчёта выбрать другую эклиптическую долготу Солнца, продолжительность тропического года будет уже отличаться. Это связано с тем, что, хотя изменение ♈︎ происходит с почти постоянной скоростью, но существуют значительные вариации угловой скорости движения Солнца. Таким образом, те 50 угловых секунд, или около того, которые Солнце не проходит по эклиптике за полный тропический год, «сохраняют» различное количество времени в зависимости от положения на орбите.

### Средняя продолжительность тропического года по весеннему равноденствию
Как уже упоминалось выше, продолжительность тропического года зависит от выбора точки отсчёта. Астрономы не сразу пришли к единой методике, но чаще всего выбирали в качестве точки отсчёта одно из равноденствий, потому что погрешность в эти периоды оказывается минимальной. При сравнении измерений тропического года за несколько последовательных лет обнаружены различия, связанные с нутацией и планетарными возмущениями, действующими на Солнце. Меёс и Савой в работе приводят следующие примеры интервалов между весенними равноденствиями:
|           | Дни | Часы | Мин. | Сек. |
| --------- | --- | ---- | ---- | ---- |
| 1985—1986 | 365 | 5    | 48   | 58   |
| 1986—1987 | 365 | 5    | 49   | 15   |
| 1987—1988 | 365 | 5    | 46   | 38   |
| 1988—1989 | 365 | 5    | 49   | 42   |
| 1989—1990 | 365 | 5    | 51   | 06   |

До начала XIX века продолжительность тропического года определялась путём сравнения дат равноденствия за большой промежуток времени. Этот подход позволил вычислить среднюю продолжительность тропического года.
Сравнение значений средних интервалов времени между равноденствиями и солнцестояниями за астрономический 0 год (1 год до н. э. по традиционному счёту) и 2000 год представлено в таблице:
|                                           | Год 0           | Год 2000        |
| ----------------------------------------- | --------------- | --------------- |
| Между двумя мартовскими равноденствиями   | 365,242137 дней | 365,242374 дней |
| Между двумя июньскими солнцестояниями     | 365,241726 дней | 365,241626 дней |
| Между двумя сентябрьскими равноденствиями | 365,242496 дней | 365,242018 дней |
| Между двумя декабрьскими солнцестояниями  | 365,242883 дней | 365,242740 дней |

### Текущее значение средней продолжительности тропического года
Средняя продолжительность тропического года на полдень 1 января 2000 года (эпоха J2000.0) составляла 365,2 421 897 суток или 365 суток 5 часов 48 минут 45,19 секунды. Эта величина меняется довольно медленно. Выражение, подходящее для вычисления продолжительности тропического года в сутках СИ между 8000 годом до н.э. и 12000 годом н.э.:
{\displaystyle 365{,}242\ 189\ 669\ 8-6{,}153\ 59\cdot 10^{-6}\cdot T-7{,}29\cdot 10^{-10}\cdot T^{2}+2{,}64\cdot 10^{-10}\cdot T^{3},}
где Т — время в юлианских столетиях (1 юлианское столетие равно в точности 36 525 суток СИ), отсчитываемое от полудня 1 января 2000 года.  Так, на начало 2025 года средняя продолжительность тропического года, вычисленная по представленному выше секулярному полиному, равна 365,2 421 881 314 суток СИ. В начале первого года до н.э. (ровно 20 юлианских столетий до эпохи J2000.0) тропический год составлял 365,2 423 103 380 суток СИ. В настоящее время скорость изменения средней продолжительности тропического года, соответствующая члену первой степени в секулярном полиноме, примерно равна −5,3 мс в год (отрицательное значение говорит об уменьшении длительности года). Однако это вековое уменьшение значительно меньше амплитуды кратковременных периодических возмущений, оказывающих влияние на продолжительность тропического года (см. следующий раздел).

### Вариации продолжительности тропического года
При невозмущённом (кеплеровском) движении Земли продолжительность тропического года была бы величиной постоянной во времени. Однако реальное орбитальное движение Земли является возмущённым. Следствием возмущённого движения Земли являются межгодовые вариации продолжительности тропического года. Как показывают исследования, эти вариации являются периодическими, так как связаны с периодическими возмущениями орбитального движения Земли ближайшими небесными телами. Основным периодом в вариациях является трёхлетний цикл со средней амплитудой 0,006659 суток (9 минут 35 секунд). Этот цикл, как правило, через каждые 8 или 11 лет чередуется с двухлетним циклом, средняя амплитуда которого составляет 0,004676 суток (6 минут 44 секунды). Двух- и трёхлетняя периодичность объясняется соизмеримостью в орбитальном движении Земли и ближайших планет — Марса (орбитальный резонанс 2:1) и Венеры (3:5). В своём чередовании двух- и трёхлетние циклы образуют серии продолжительностью в 8 (2+3+3) и 11 (2+3+3+3) лет, которые соответствуют фазам 19-летнего нутационного цикла.

## Календарный год
Григорианский календарь, который используется для гражданских целей, является международным стандартом. Это солнечный календарь (он изобретён для поддержания синхронности с тропическим годом, то есть с природным сезонным циклом). Он имеет периодичность в 400 лет (146 097 дней). В каждом периоде полностью повторяются месяцы, даты и дни недели. Средняя продолжительность календарного года: 146 097 / 400 = 365,2425 дней, что даёт хорошее приближение к тропическому году.
Григорианский календарь представляет собой улучшенный вариант юлианского календаря. Ко времени проведения реформы в 1582 году дата весеннего равноденствия сместилась примерно на 10 дней, с 21 марта — в период Первого Никейского собора в 325 году — на 11 марта. Истинная мотивация реформ заключалась, в первую очередь, не в вопросе возвращения сельскохозяйственных циклов туда, где они когда-то были в сезонном цикле, главной заботой христиан было правильное соблюдение Пасхи. Правила, используемые для вычисления даты Пасхи, использовали обычную дату весеннего равноденствия (21 марта), и было сочтено важным, чтобы сохранить 21 марта недалеко от фактического равноденствия. Также был предложен и используется большинством автокефальных православных церквей новоюлианский календарь (ошибка в одни сутки за 43 500 лет).
Если общество в будущем будет по-прежнему придавать важное значение синхронизации между гражданским календарём и сезонами, в конечном итоге потребуется новая реформа календаря. Если тропический год будет иметь значение 1900 года в 365,242199 суток, то григорианский календарь за 10 000 лет отстанет от него приблизительно на 3 дня 17 мин 33 с. Увеличивая эту ошибку, продолжительность тропического года (измеренная в земном времени) уменьшается со скоростью примерно 0,53 с за 100 тропических лет. Кроме того, средние солнечные сутки увеличиваются на 1,5 мс за 100 тропических лет. Эти эффекты в совокупности вызовут сдвиг календаря на 1 день за 3200 лет. Предлагаемые различные варианты дальнейшего совершенствования календаря пока не представляются актуальными. Кроме того, поскольку григорианская реформа имела целью синхронизацию календаря не с сезонами, а с весенним равноденствием, то и точность календаря следует оценивать не по продолжительности среднего тропического года, а по продолжительности года весеннего равноденствия. И, как следует из таблицы, приведённой выше, с этой задачей григорианский календарь справляется в наше время настолько хорошо, что ошибка в один день набежит не ранее чем через 10 000 лет.